# Carlos Alberto Franco França

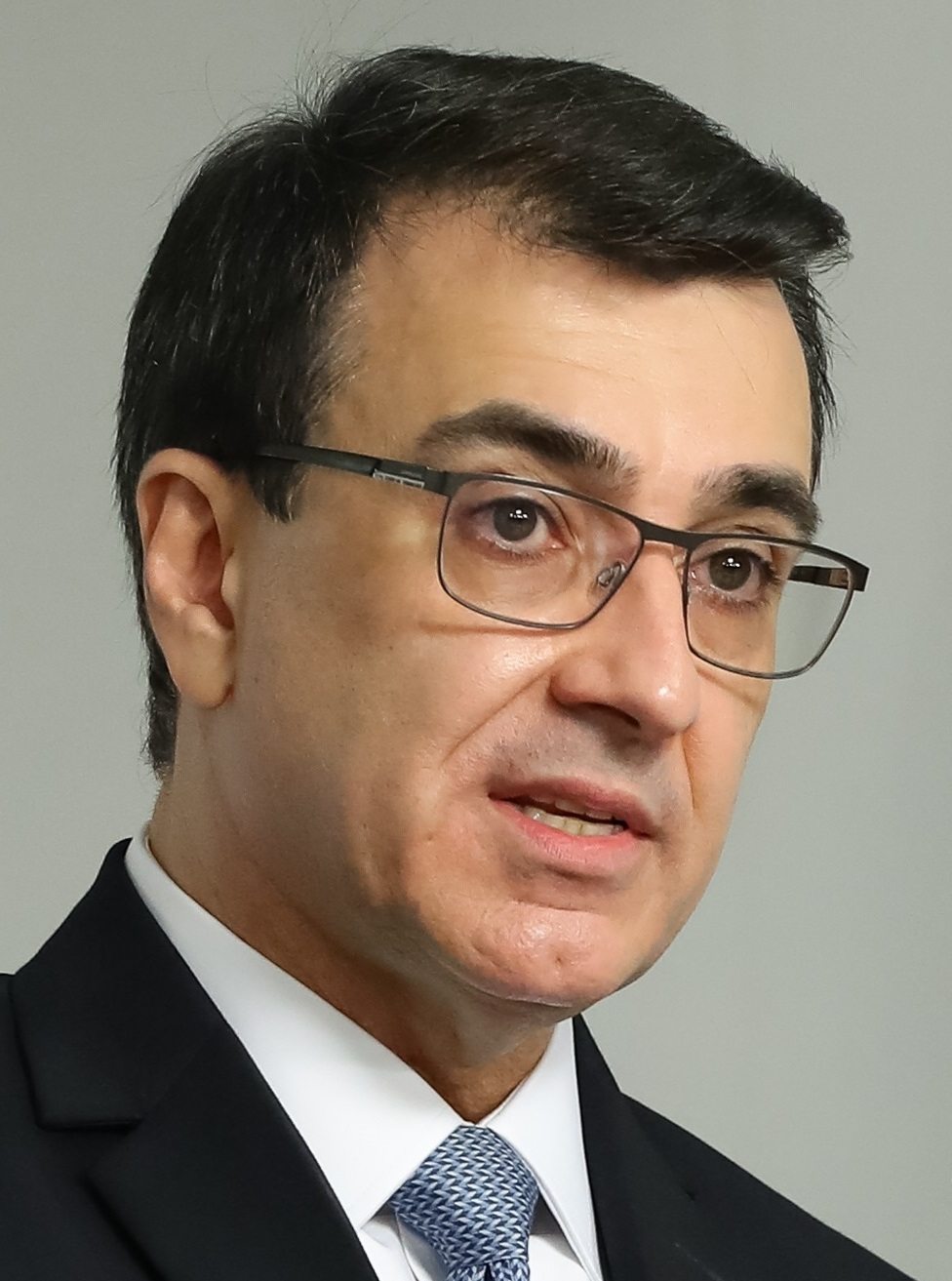
Carlos Alberto Franco França (2021)

Carlos Alberto Franco França (* 1964 in Goiânia) ist ein brasilianischer Diplomat und war vom 29. März 2021 bis 31. Dezember 2022 Außenminister Brasiliens im Kabinett Bolsonaro. Er war von Präsident Jair Bolsonaro als Nachfolger von Ernesto Araújo ernannt worden.

## Laufbahn
Carlos Alberto Franco França studierte Jura an der Universidade de Brasília und wurde am Rio-Branco-Institut zum Diplomaten ausgebildet. Er ist der Neffe des brasilianischen Malers und Bildhauers Siron Franco. Carlos Alberto França diente in den Missionen Brasiliens in den Vereinigten Staaten, Paraguay und Bolivien. Zwischen 2015 und 2017 arbeitete er im Privatsektor für das Unternehmen Andrade Gutierrez. 2019 begann er für Präsident Jair Bolsonaro zu arbeiten und fungierte als dessen Berater. França wurde am 29. März 2021 zum Außenminister ernannt und trat damit die Nachfolge des scheidenden Ministers Ernesto Araújo an, der seit Januar 2019 im Amt war. Der frühere Minister Araújo hatte mehrere diplomatische Zwischenfälle mit China zu verantworten und sah sich Kritik von Kongressabgeordneten an seiner Führung während der COVID-19-Pandemie ausgesetzt.

## Positionen
Beobachtern zufolge wird França Araújos Positionen gegenüber den Vereinigten Staaten und Israel sowie die Ausrichtung auf die OECD und die Bündnisse mit rechtsgerichteten Regierungen in Polen und Ungarn beibehalten; weitere Prioritäten werden die Reformen internationaler Organisationen sein. Die Beziehungen zur Volksrepublik China allerdings sollen verbessert werden.
Was die Umwelt betrifft, so soll França bereit sein, mit den USA und den europäischen Ländern gegen die Abholzung des Amazonasgebiets zusammenzuarbeiten.

## Auszeichnungen
- 2021: Großkreuz des Ordem Nacional do Mérito Científico[7]

França wurde im Laufe seiner Karriere mit den folgenden ausländischen Orden ausgezeichnet:
- Orden des Befreiers San Martin
- Ehrenlegion
- Orden des Infanten Dom Henrique